# Józef Serafin (Organist)
Józef Serafin (* 1. Mai 1944 in Krakau) ist ein polnischer Organist und Musikpädagoge.
Serafin studierte bis 1968 an der Musikhochschule seiner Heimatstadt bei Bronisław Rutkowski und Jan Jargoń und setzte seine Ausbildung 1970–1972 an der Hochschule für Musik und darstellende Kunst in Wien bei Anton Heiller fort. Er gewann erste Preise bei den Internationalen Orgelwettbewerben in Warschau (1967), Nürnberg (1972) und Rumia (2003) und war zweiter Preisträger beim Orgelwettbewerb im italienischen Castellana Grotte.
Er gab Konzerte in fast allen europäischen Ländern, in den USA und Japan und spielte zahlreiche CD-, Rundfunk- und Fernsehaufnahmen ein. Er wirkte als Juror bei Orgelwettbewerben in Nürnberg, Prag, Brünn, Danzig, Manchester und Beauvais und ist seit 1979 künstlerischer Leiter des Orgel- und Kammermusikfestivals in Kamień Pomorski.
Serafin ist Professor an der Fryderyk-Chopin-Universität für Musik in Warschau und seit 1997 Leiter der Abteilung Orgel an der Musikakademie Krakau. Er wirkte auch als Dozent an Universitäten in Japan, Kanada und den USA.